# Návesník (Veselí u Přelouče)
Rybník Návesník o rozloze vodní plochy 1,0 ha se nalézá v centru obce Veselí v okrese Pardubice. Rybník je využíván pro chov ryb a zároveň představuje lokální biocentrum pro rozmnožování obojživelníků. Na hrázi rybníka vede silnice II. třídy č. 342 vedoucí z Valů do obce Svinčany.

## Historie
Horní rybník byl založen v třicátých let 16. století, jako součást kaskády Veselských rybníků. Původně ji tvořilo šest rybníků, větší z nich Horní rybník, Návesník, Kuchyňka a tři níže položené rybníčky, které se zřejmě jmenovaly Hlubina, Čeperka a Rybníček. Do dnešní doby se dochovaly pouze Horní rybník a Návesník.

## Galerie

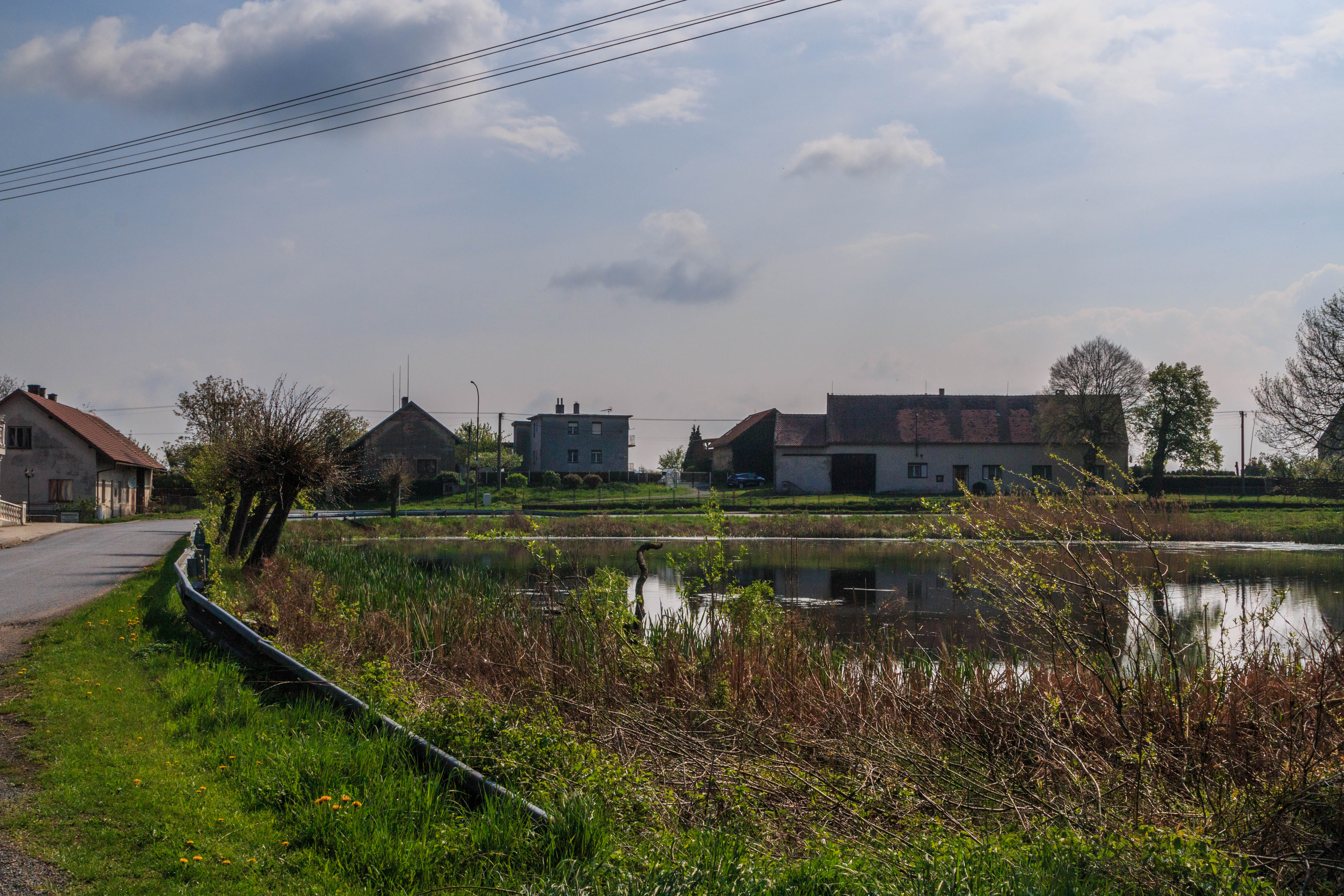
pohled na Rybník Návesník ve Veselí
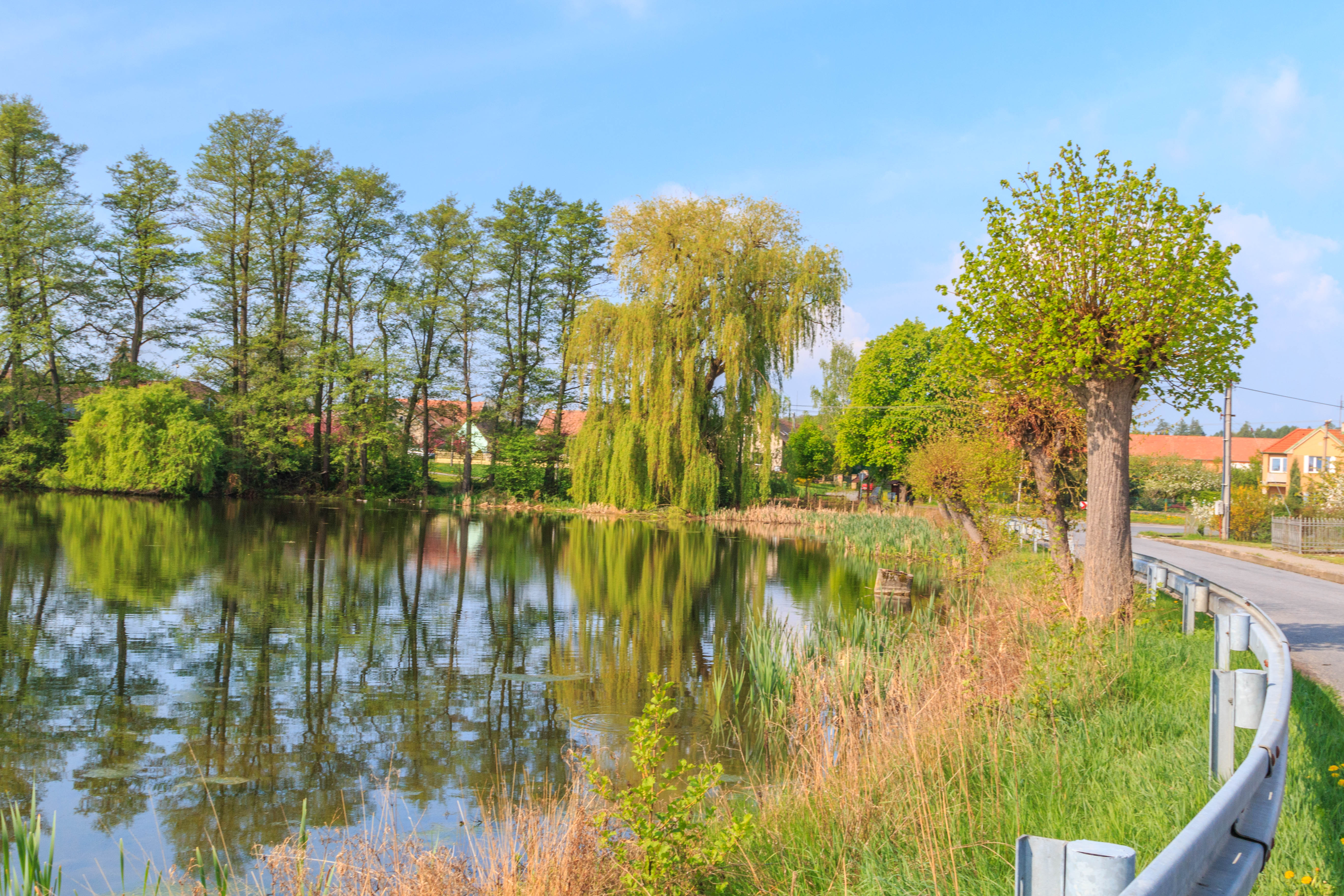
pohled na Rybník Návesník ve Veselí
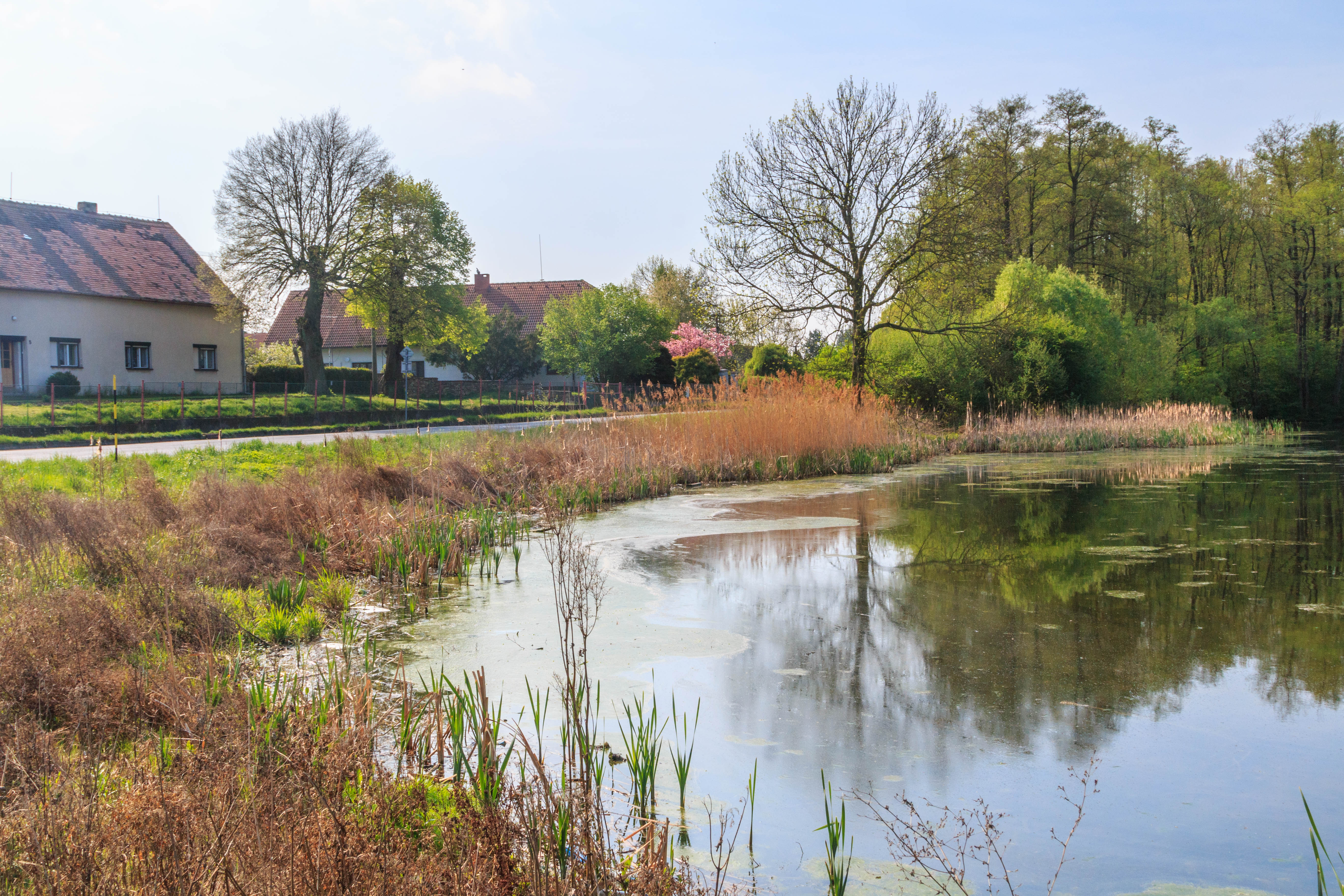
pohled na Rybník Návesník ve Veselí
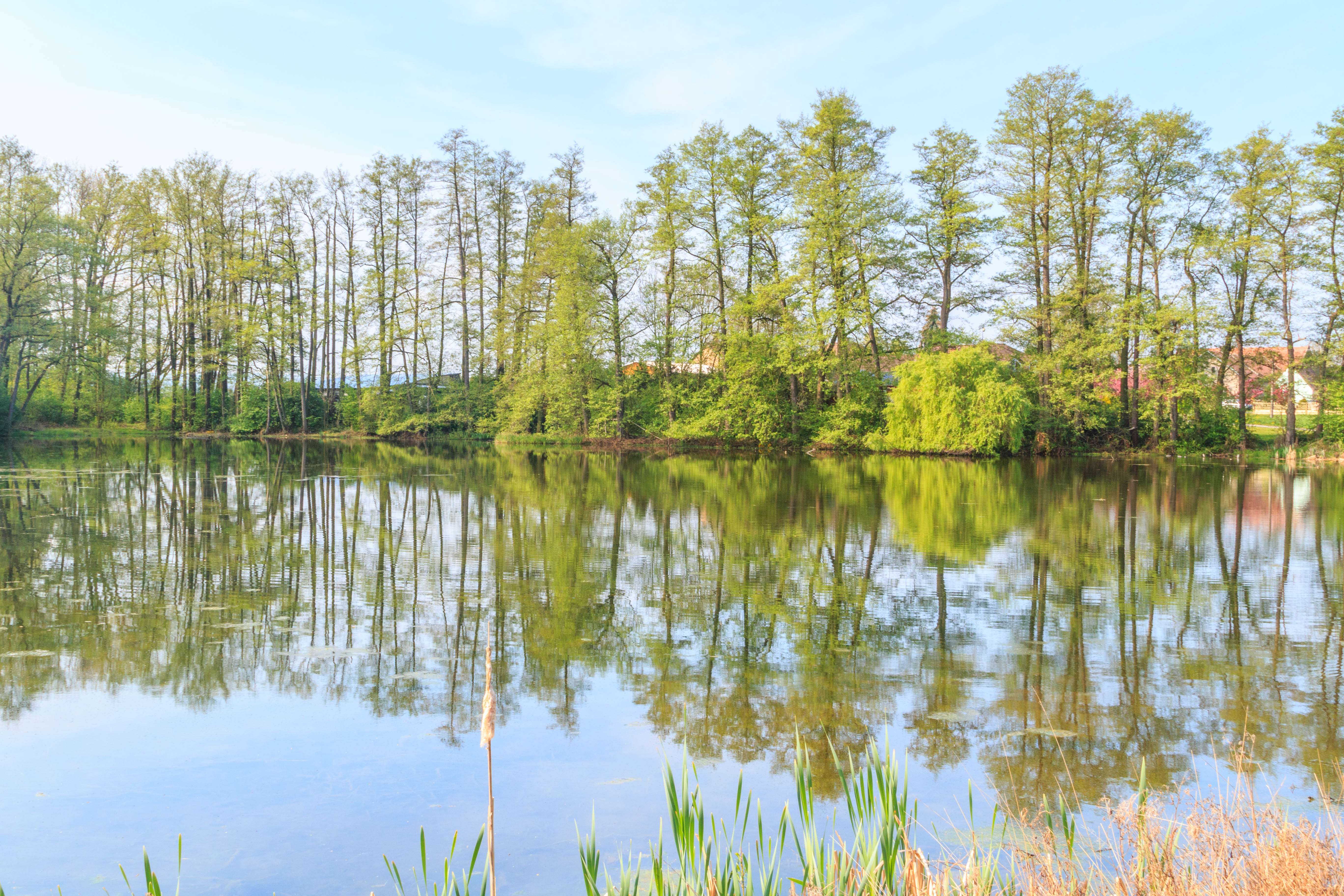
pohled na Rybník Návesník ve Veselí